# Bislig
Bislig é uma cidade de terceira classe de renda da cidade na província Surigao do Sul, nas Filipinas. De acordo com o censo de 1 maio  de  2020 possui uma população de 99 290 pessoas e 24 348 domicílios.